# ヨハン・シュターミッツ

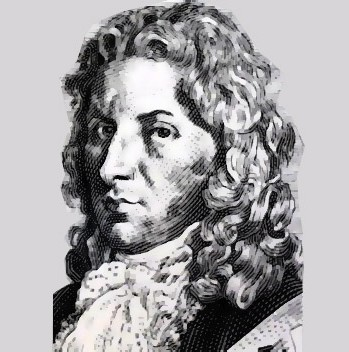
ヨハン・シュターミッツ

ヨハン・ヴェンツェル・シュターミッツ（Johann Wenzel Stamitz［チェコ語：ヤン・ヴァーツラフ・スタミツJan Václav Stamic］, 1717年6月30日受洗 - 1757年3月27日）は、ボヘミア出身の作曲家・ヴァイオリニスト。

## 生涯
オルガニストの父親から音楽の手ほどきを受けた後、プラハのカレル大学に学ぶ。1741年にマンハイムに行き、1743年に同地の宮廷楽団の首席ヴァイオリン奏者に、1745年には宮廷楽長に昇格する。この間にシュターミッツは、マンハイム宮廷楽団をヨーロッパで最も尊敬されるオーケストラの一つに育て上げた。1754年から55年までパリに過ごし、作品ともどもあたたかい歓迎を受けた。それから2年後にマンハイムにて他界。後任楽長はクリスティアン・カンナビヒであった。
シュターミッツは一般的に、いわゆるマンハイム楽派の創設者であり、この楽派の最も傑出した一員と看做されている。ヴァイオリン協奏曲やフルート協奏曲、おびただしい数の室内楽曲、ミサ曲（1755年）などを遺したが、最も重要な作品は、50曲以上にのぼる交響曲である。シュターミッツは、メヌエット楽章を挿入した4楽章制の交響曲を、最初に規則正しく書き続けた作曲家である。またソナタ形式の発展にも貢献した。
マンハイム楽派の他の作曲家と同じように、シュターミッツはオーケストラの書法において、管楽器により目立った役目を与え、デュナーミク（強弱法）をより大胆に活用したことで有名である。
二人の息子カールとアントンも作曲家になった。